# Saint-Léon (Manitoba)
Saint-Léon est un village francophone situé dans la municipalité rurale de Lorne dans la province du Manitoba au Canada.
Le village de Saint-Léon compte 120 habitants très majoritairement franco-manitobains. Le village de Saint-Léon fut fondé en 1879 par la communauté Métis largement francophone. C'est l'évêque de Saint-Boniface, Alexandre-Antonin Taché, qui nomma le village Léon en l’honneur du pape de l’époque, Léon XIII
La communauté de Saint-Léon publie un journal, Le Montagnard dont la rédaction est installée rue des Pères à Saint-Léon. L'école du village a dû fermer ses portes au printemps 2005.
Ce village agricole est connu notamment pour ses nombreuses éoliennes implantées sur son territoire.
Un sentier transcanadien permet de découvrir les lacs environnants, (le lac Rond, Lac St Léon, le lac Labossière).